# 燕岳
燕岳（つばくろだけ）は、飛騨山脈（北アルプス）にある標高2,763 mの山。山体すべてが長野県に属する。日本二百名山及び新日本百名山に選定されている。

## 概要
常念山脈に属し、北アルプス三大急登の一つである合戦尾根を登り切った稜線上にある。1934年（昭和9年）12月4日に中部山岳国立公園に指定され、山頂付近は特別保護区域、その周辺は特別地区に指定されている。中房温泉が登山口であり、大天井岳を経て槍ヶ岳へ向かう表銀座コースの始点でもある。花崗岩でできた独特の山体を持ち、高山植物の女王と言われるコマクサの群生がある。周辺のハイマツ帯には、ライチョウが生息している。燕岳山頂の北側に徒歩10分程のところに北燕岳（標高2723m）の山頂がある。
山名は、春の雪形がツバメに似ているためつけられた。1915年（大正4年）の長谷川如是閑の『日本アルプス縦走記』で燕岳が記され、この10年前からの期間内で命名されたとする説がある。

## 登山
合戦尾根の登山コースは北アルプス三大急登に数えらる。また合戦尾根は表銀座コースの一部となっており、またアルプスの入門コースとして知らる。中房温泉の登山口から第一ベンチ、第二ベンチ、第三ベンチと約1時間程度の間隔で休憩広場が設けられている。4つ目の休憩広場は第四ベンチではなく富士見ベンチと呼ばれる。合戦小屋からは高木が見られなくなり燕山荘の手前から森林限界を超える。燕山荘から山頂までの途中には、イルカ岩や眼鏡岩といった奇岩がある。2009年（平成21年）にNHK教育テレビの『趣味悠々』第7回「いざ、北アルプスへ 燕岳（前編）」と第8回「長い下りにご用心！燕岳（後編）」にて、合戦尾根を利用した燕岳への登山が紹介され、登山家の田部井淳子とタレントのルー大柴が登頂した。
常念岳山脈稜線の表銀座コースとの反対の北側には、二等三角点のある燕岳を経て餓鬼岳への登山道が続いている。燕岳の約700 m北には、北燕岳と呼ばれる小ピークがあり、その先の東沢乗越から高瀬川の支流である中房川に沿って中房温泉へ下る登山道がある。燕山荘から大天井岳へ続く稜線上には「蛙岩(げえろいわ)」と呼ばれる花崗岩の大きな奇石がある。
表銀座コースの一部となっている「合戦尾根」登山道は学校集団登山として中学校の授業の一環として中学生などの学校集団登山に昔からよく使われていた。しかし、近年学校登山自体が減少し、2024年度以降に合戦尾根を利用した学校登山を実施したのは安曇野市立穂高東中学校の一校のみになっている。。

### 山小屋
| 画像 | 名称     | 所在地                                                        | 収容人数         | 備考                                                  |
| ---- | -------- | ------------------------------------------------------------- | ---------------- | ----------------------------------------------------- |
|      | 合戦小屋 | 合戦尾根の途中                                                | （売店営業のみ） | 麓からこの小屋までの荷揚げ用ケーブルがある            |
|      | 燕山荘   | 山頂から南方約1 km 常念山脈と合戦尾根との合流点のピークに建つ | 600人 テント40張 | 1921年開業 小屋のすぐ北にイルカ岩と呼ばれる奇石がある |

### 宿泊施設
- 中房温泉（登山口わき）
- 国民宿舎有明荘（登山口から1 kmほど下）

## 地理

### 周辺の山
常念山脈

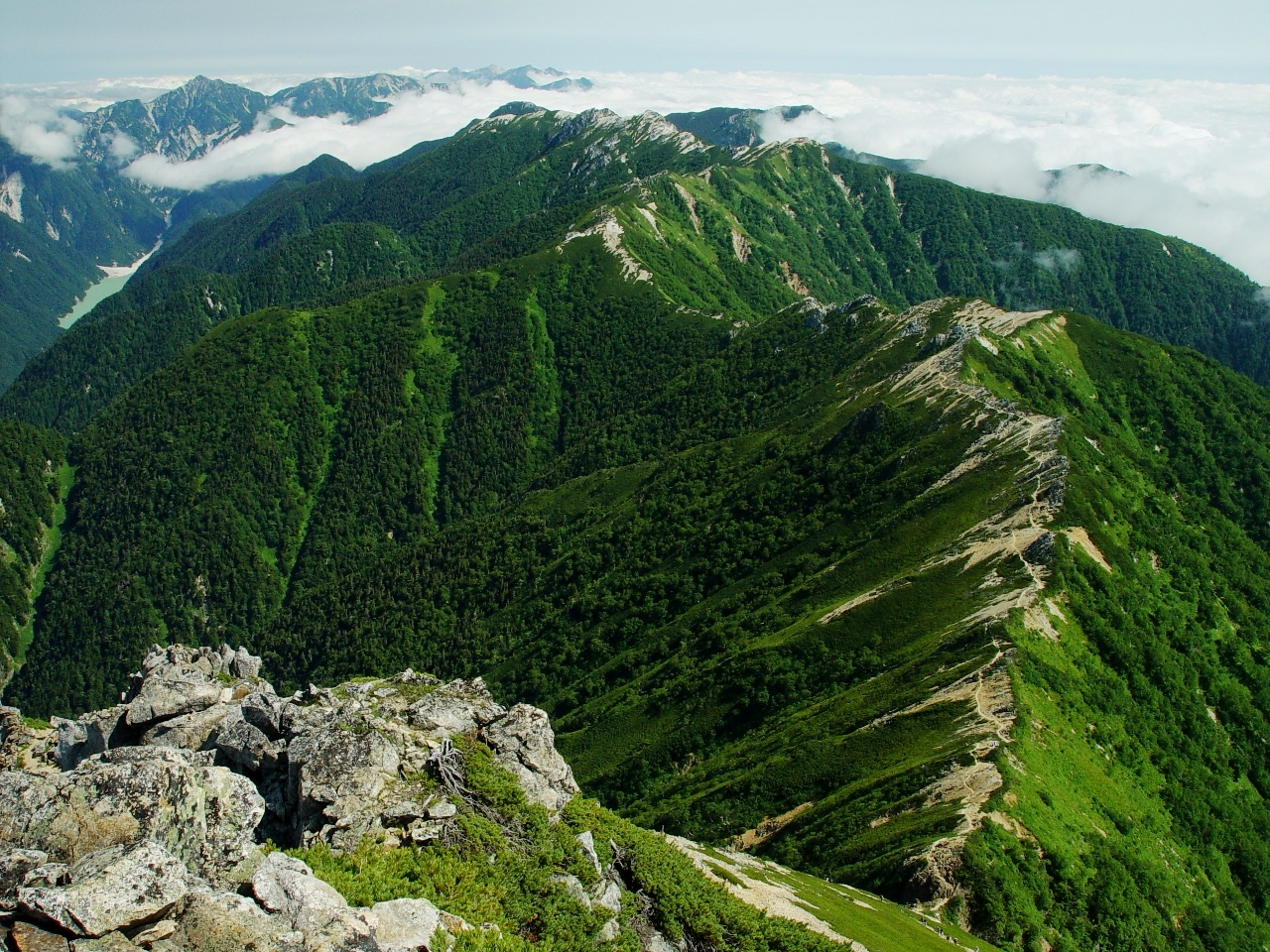
大天井岳から望む燕岳

- 北燕岳 - 東沢岳 - 餓鬼岳 - 唐沢岳
- 有明山
- 大天井岳 - 東大天井岳 - 常念岳 - 蝶ヶ岳

東鎌尾根
- 大天井岳 - 赤岩岳 - 西岳 - 槍ヶ岳

裏銀座
- 烏帽子岳 - 三ツ岳 - 野口五郎岳 - 真砂岳 - 鷲羽岳 - 三俣蓮華岳 - 双六岳 - 樅沢岳 - 槍ヶ岳

### 源流の河川
以下の源流の河川は、日本海へ流れる。
- 中房川（犀川の支流、その最上流部に北燕沢がある）
- 高瀬川の支流

## 関連画像

### 燕岳の山容と風景

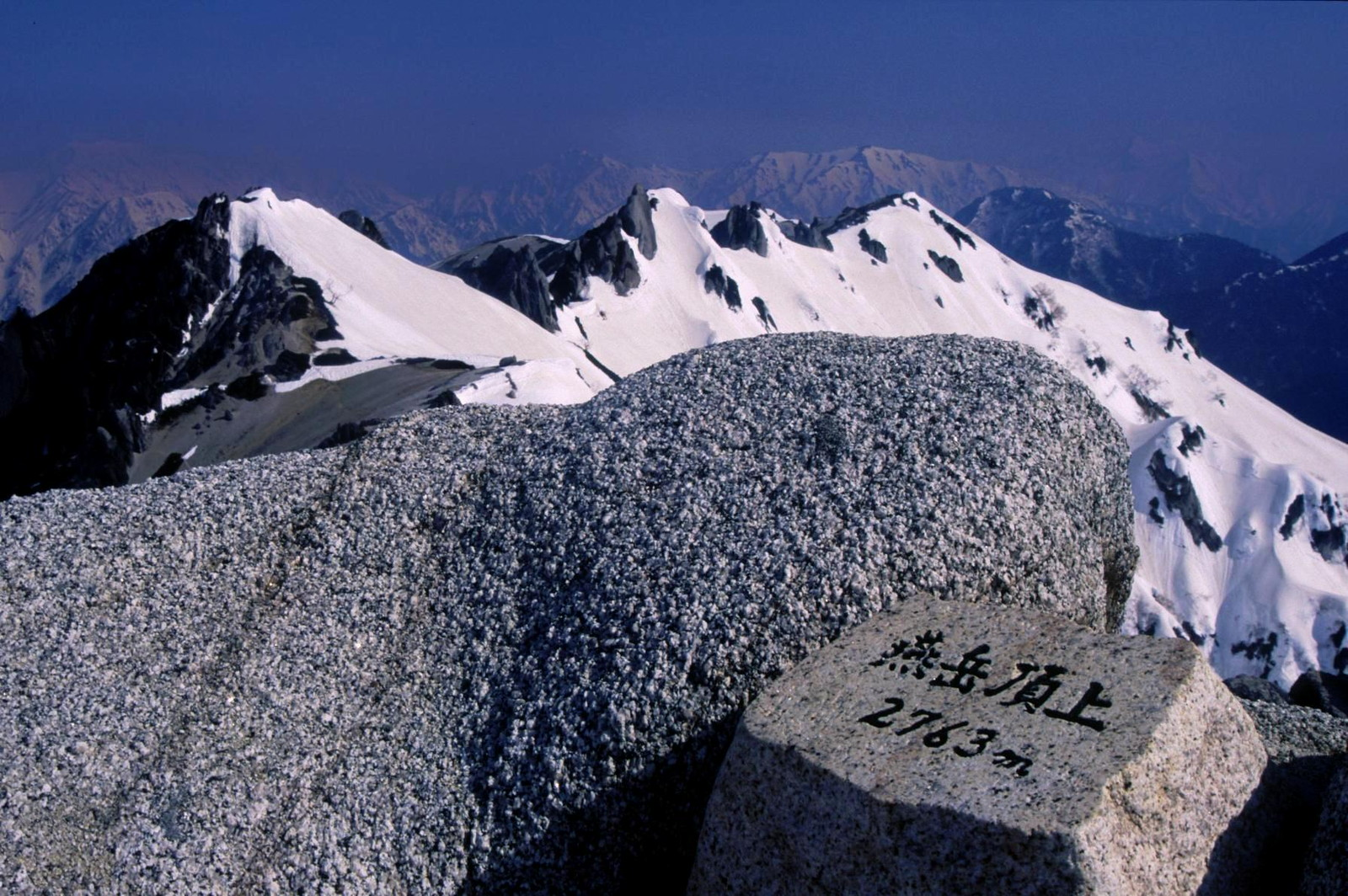
燕岳頂上
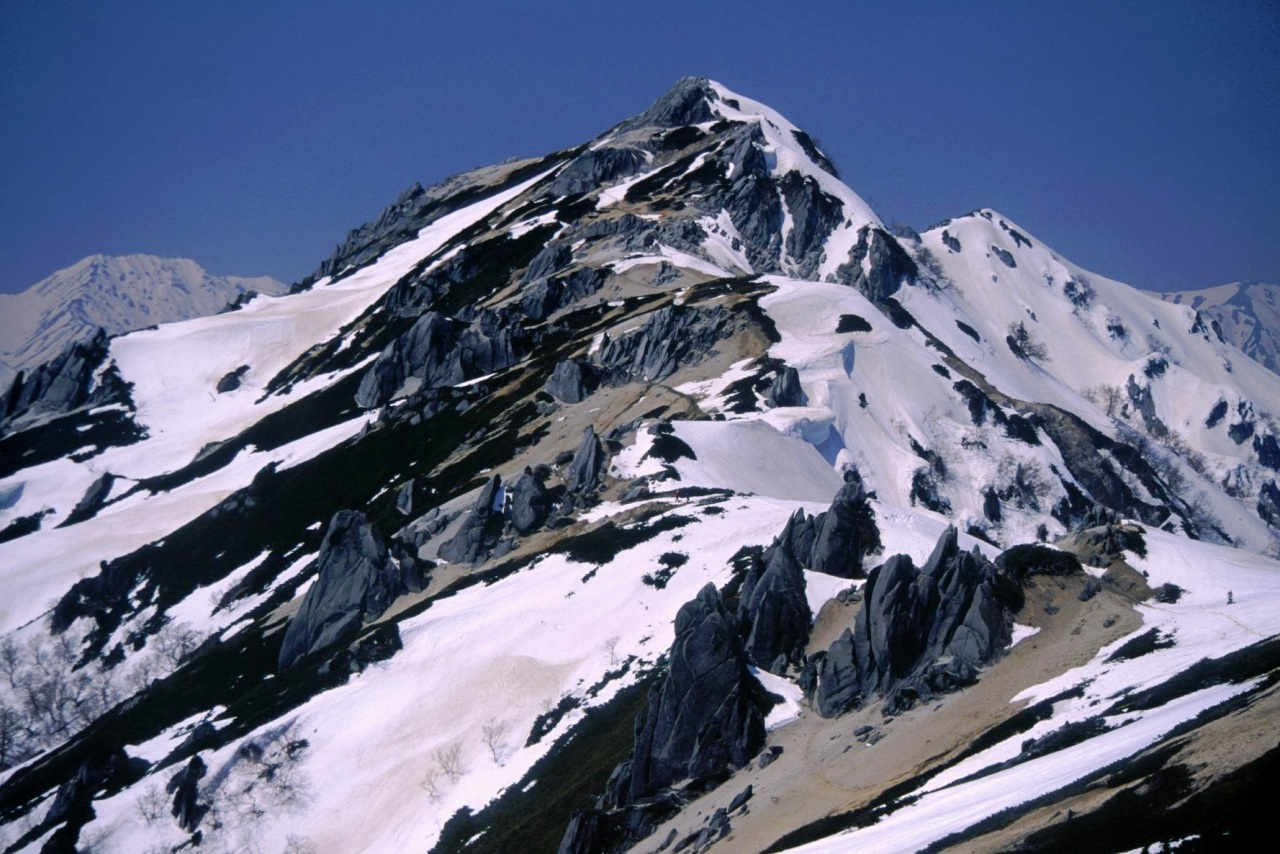
春の燕岳
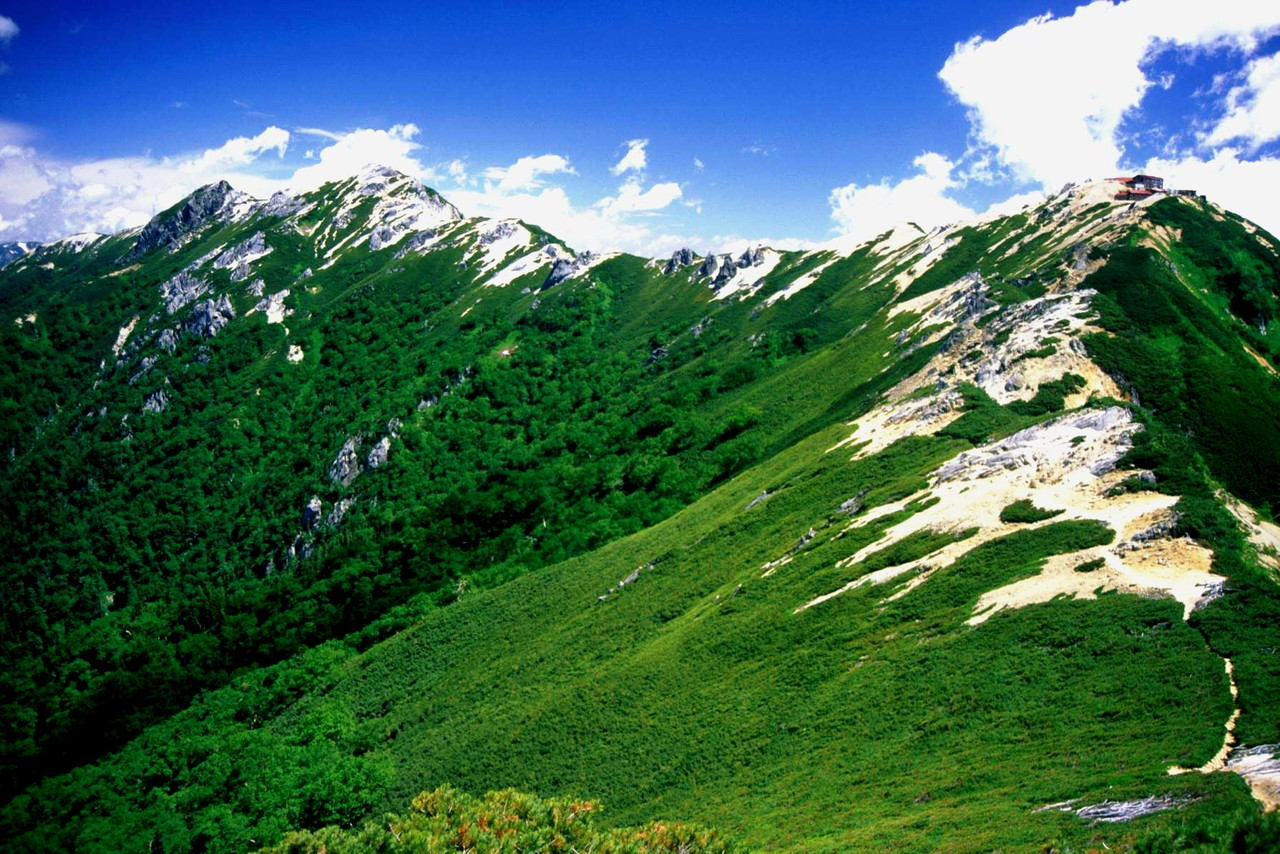
夏の燕岳と燕山荘
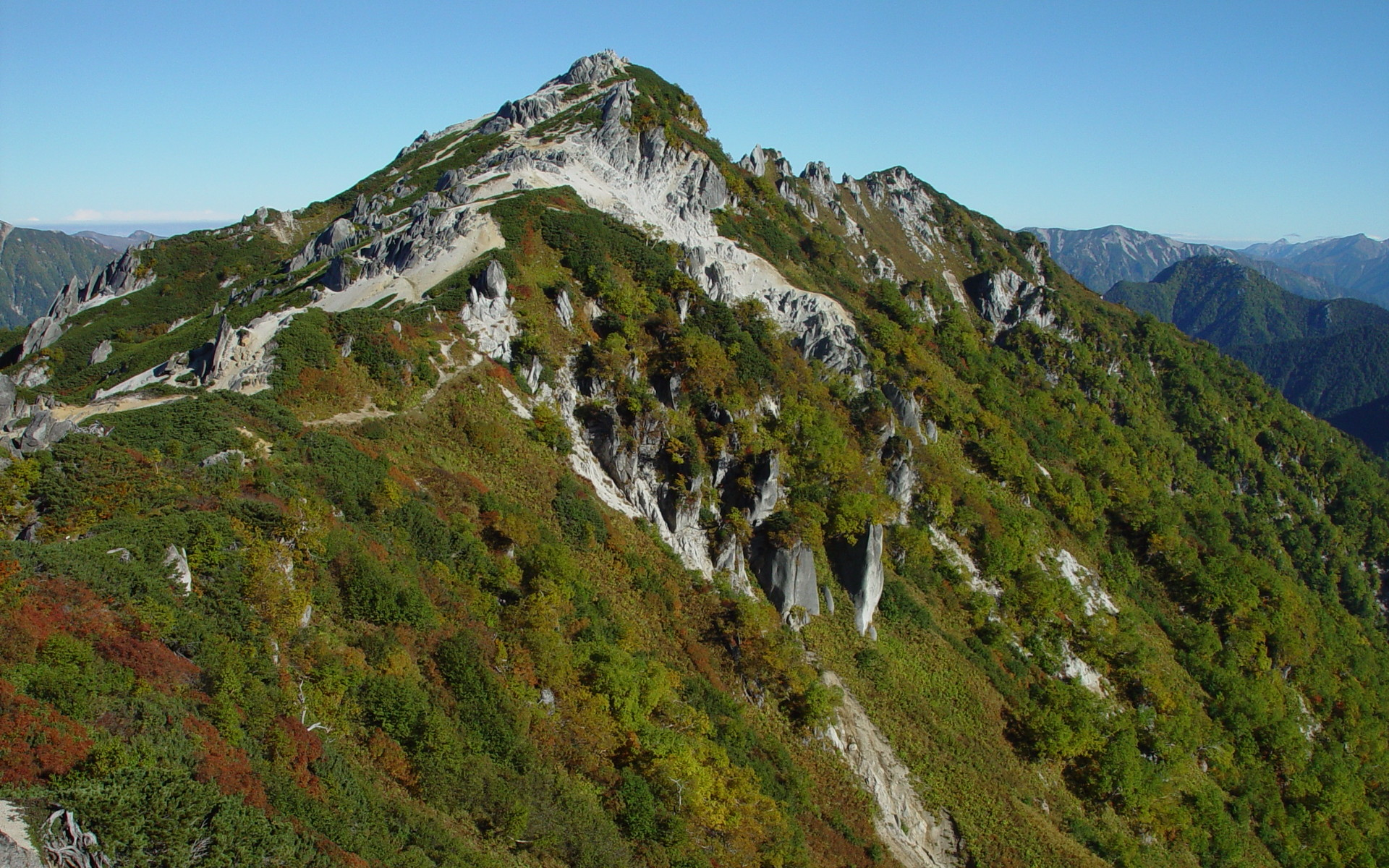
秋の燕岳

## 関連図書
- 『ヤマケイ アルペンガイド 上高地・槍・穂高』山と溪谷社、2000年、ISBN 4-635-01319-7
- 『山と高原地図 槍ヶ岳・穂高岳 上高地』昭文社、2010年3月、ISBN 978-4-398-75717-3
- 『北アルプス山小屋物語』東京新聞出版局、1995年、ISBN 4-8083-0374-4
- 『殺人山行 燕岳』梓林太郎（著）、光文社文庫、2005年4月、ISBN 4334738605